# 铋酸钾
铋酸钾是一种无机化合物，化学式為KBiO3。

## 制备
氧化氢氧化钾溶液中的硝酸铋可以生成铋酸钾。
它也可以由熔融的氢氧化钾和氧化铋在湿空气中反应而成。

## 性质
铋酸钾是立方晶系的晶体，空间群 Im3 (No. 204)，晶格参数 a = 10.0194 Å。它和锑酸钾（KSbO3）同构。